# 壁花少年 (小说)
《壁花少年》（英語：The Perks of Being a Wallflower）是美国作家史蒂芬·切波斯基的一篇书信体教育小说，于1999年2月1日在口袋書店首次发表。小说的背景设在1990年代早期匹兹堡市郊的一所高中，讲述了一位化名查理的内向青少年在他高中生活第一年的故事。 从一封封查理写给他一位假想的朋友的信件中，读者可以看到，他以一种有些异乎常人的思考方式不断探索着青少年和成人世界的生活，并试图解决和朋友与家人之间产生的一些矛盾和问题。它们大多是亲情、友情和情窦初开的懵懂爱情交织在一起，有些也难免引发酸楚和悲伤的回忆。
切波斯基花了五年时间构思、创作和出版《壁花少年》一书，其中有些人物和故事情节也是基于其本人的生活经历。整篇小说涉及许多大部分青春期少年会遇到的问题，包括内向而不擅交际的性格、性爱、吸食毒品和精神健康等；同时也提到了其他一些在流行文化中颇受关注的文学作品、影视剧和音乐等。因为这些内容中有大部分被认为少儿不宜，所以美国的一些学校禁止了此书的流通。 
2012年，切波斯基亲自改编并导演了这本书的电影版本，该电影由罗根·勒曼、埃兹拉·米勒和艾玛·沃特森等人主演。电影的上映使原著的销量立刻大增，最终登上《纽约时报》的畅销书榜单。该书也被翻译为中文，译名略有不同。

## 小说情节
本书收录了15岁的主人公查理（Charlie）在1991年8月25日到1992年8月23日之间写给一位假想的朋友的所有信件。在第一封信的开头，他这么写道：
之所以给你写信，是因为听她说，你是一个愿意倾听并能理解他人的人……我不希望你把我给揪出来……我只需要知道在某个地方，还有人在听我说话，理解我……好吧，这就是我的生活。我想让你知道，现在的我既高兴又忧伤，而且正在努力弄明白是怎么变成这样的。
在此之后，他先描述了自己高中第一年的生活，然后讲述了自己人生中遇到的两件悲伤的事情：他初中时期唯一的好朋友迈克·多柏森（Michael Dobson）自杀了，而他最喜欢的姑姑海伦（Aunt Helen）也不幸去世了。
在高中，他遇到了一位平易近人的英语老师，那位老师让他在课下直呼自己的名字“比尔”。比尔老师发现了查理对于阅读和写作的热情，于是布置给他一些额外的书去阅读和书评去写作，以此开发他这方面的能力。与此同时，在同学之间，虽然被同龄人认为是“壁花”，查理却认识了两位高三的学生：帕特里克(Patrick)和珊(Sam)。帕特里克是一名同性恋者，私下里正和一位名叫布拉德（Brad）的橄榄球运动员密会；而珊则是他的继妹妹。查理迅速对珊产生了好感，并向她吐露了自己的心迹。然而珊其实有一个不幸的童年：她小时候曾经被性侵过。珊含蓄地告诉了查理这一点，并亲吻了他，向他保证，他的第一个吻是来自一个真心爱他的人，并且告诉他要“选择你自认值得爱的人”。而在一次三人一起乘车兜风经过一个隧道的时候，帕特里克鼓励查理从座位上站起来，并张开双臂，感受在飞快前进的车辆中从两侧吹来的凉爽呼啸的风。这使得查理感觉“我是无限的”（原句为：I am infinite），意在表达自己恣意享受青春年华的美好的欢乐之情。前两句均为小说和电影名句。
但是查理的生活不仅有喜悦，也是充满悲伤和不测的。查理有一天不慎看到他姐姐和她男友正在吵架。她骂他是一个懦弱的人，结果他涨红了脸，扇了她一耳光。虽然查理的姐姐要他不告诉父母，但是查理最终还是把这件事告诉了比尔，而比尔又将它转告了查理的父母。因此查理和他姐姐的关系迅速恶化，而她违抗着父母的命令仍旧偷偷与那个男孩见面。最终，查理发现了他姐姐怀孕的事实，并把她送去做了流产手术，而这次没有告诉任何人。在这之后，他的姐姐和她的男朋友分手了，然后她和查理的关系便大有改善。
查理进入了珊和帕特里克的朋友圈，然后便开始尝试吸烟、饮酒和吸毒等一系列新鲜事物，甚至在一次派对上被下了迷幻药。在药力的作用下，他无法控制住对海伦姑姑的回忆，往事倾泻而出。原来，海伦是在出门为查理买他的生日礼物时遇到车祸而死的。查理随后不知不觉在雪地里睡着了，并最终在医院里醒来。
在一次珊等高年级学生有参演的《洛基恐怖秀》中，由于珊的男友克雷格（Craig）无法到场，查理被要求替代他的角色。其中一名观众，珊和克雷格等人的朋友玛丽·伊丽莎白（Mary Elizabeth），被查理的表演深深打动了，就邀请他一起参加社交舞会，并跟他开始谈起恋爱来。但是查理心中还把持着对珊的情愫，因此无法真正与玛丽·伊丽莎白有所发展。最终，他们的恋情在一次朋友们一起参加的“真心话大冒险”活动中宣告终结。事情的起因是这样：查理抽中了“大冒险”，然后被要求亲吻房间里最漂亮的女孩子，结果查理无法违逆自己的内心，亲吻了珊。玛丽·伊丽莎白顿时怒气冲冲，夺门而出。帕特里克建议查理离开珊身边一段时间，然后他另外的那些朋友也开始躲避他。查理又开始抑制不住回忆起他的海伦姑姑了。
帕特里克和布拉德的感情终于被后者性格暴躁的父亲发现了。布拉德有好几天没有来上学，意味着他在家中受到了父亲惨无人道的对待。等到他回到学校，他对帕特里克极为冷淡和刻薄，但是帕特里克却试图和他重归于好。然而，因为在一天中午吃饭的时候布拉德当着众人的面呛声侮辱帕特里克的性倾向（称呼他为faggot），帕特里克忍不住直接上去试图殴打他。布拉德的朋友们迅速加入了进来，一起围殴对付帕特里克。查理见到这局面，挺身而出帮助帕特里克化解了他的困境，帮他打倒了那些围殴者（查理跟他的哥哥学过格斗，在初中时便善于打架，有一次另外一名学生来欺负他，他反而将其打伤），因此重新取得了珊和她朋友的尊重和友谊。帕特里克开始把目光转向查理，经常和查理一起出去，冲动地亲吻他却又立刻道歉。查理明白他正在从和布拉德的感情中恢复过来，因此也表示理解。很快帕特里克发现布拉德开始和公园里的一个陌生人搭上了关系，也就渐渐能够从这段感情中抽出身来了。
在学年快要结束的时候，查理开始对失去他的好朋友感到焦虑。他尤其关心珊，因为她暑假里要去参加一个夏季大学预备项目，因此两人很快将不能见面。与此同时，珊却发现了她的男朋友克雷格出轨了他们的感情。于是在查理帮她打包行李的时候，他们开始谈论起查理对珊的爱情；珊非常生气查理虽然爱着她却从来没有报诸实际行动。两个人就开始了性交，但查理却突然莫名其妙地感觉到不适，然后告诉珊该结束了。查理开始逐渐发现，他和珊的性接触原来激起了一直压抑在他心中的小时候被海伦姑姑性侵的记忆。自此，查理开始显露出PTSD（创伤后压力综合征）的症状。而他这一段不为人知的被性侵的经历，也帮助了读者更好地理解他对于人与人之间的感情和爱情的观念是怎么来的。
在查理最后作为后记的一封信里，查理讲述他被他的父母发现有紧张性抑郁障碍的疾病，除了被他父亲击打一下之后以外，怎么刺激都没有反应。于是他便被送进一所精神病院；在经过问讯、诊断和分析之后，人们发现原来查理年幼时在被海伦姑姑性侵之后，有可能发展出了类似斯德哥尔摩综合征的症状，开始对他的姑姑有不可名状的爱意。当这种情感和他对自己命运多舛的幼年生活的同感混杂在一起之后，他过去充满创伤的回忆在受到一定的刺激之后就迸发出来了。这种心理伤痕解释了他为什么从书开始到现在一直沉浸在不断的回忆和失实症之中。过了两个月，查理出院，并再次见到了来看望他的珊和帕特里克。最终，三个人再次穿越那条隧道，查理再次从座位上站起身来，大声叫喊，告诉世界他感到自己是无限的。
查理最后和自己的过去成功达成了和解。他说道：尽管我们并没有权力选择我们来自何处，我们仍有权力决定自己从来处要走向何方。”他决定要重新“参与”进生活之中，并以此作为他一系列信件的终结。

## 写作背景和写作过程

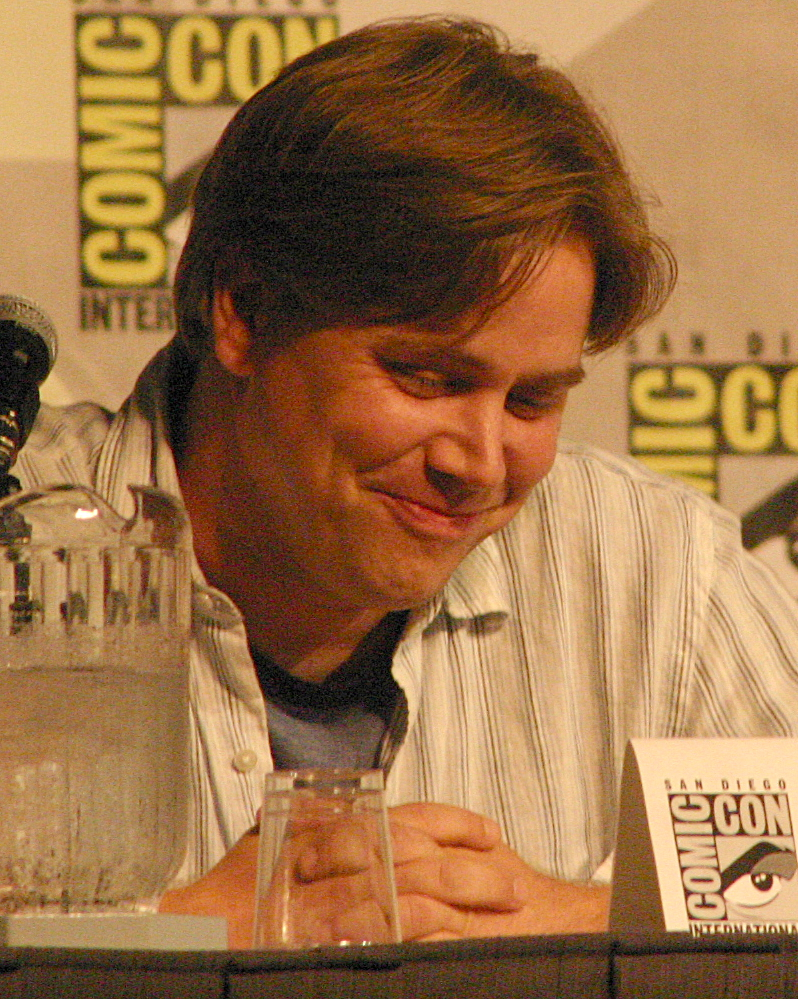
作者史蒂芬·切波斯基，2006年于圣地亚哥国际漫画展

本书的写作自切波斯基还在学校时就开始了，其中包含了切波斯基原创的点子和其个人的经历，大部分其实是基于一本他之前写的书。其实写书的点子在五年前就已经盘旋在他的脑海里，但是直到他人生中的一段低谷时期他才正式想到要写这本小说。他当时的自我感觉非常糟糕，使得他问自己：“为什么一个好人却要被如此不好地对待呢？” 作者试图回答这个问题，然后想到了这句话：“我们要自己选择值得爱的事物和人。”这句话反映了作者试图寻找自爱，重新建立起自信的一段过程，包含了一个人对于未来生命中无限可能的期许，其内涵也不只是单纯的爱情。这句话也成为小说中的经典语句之一。
在这本书灵感来源的那本先前写的书里，切波斯基写过这样一句话：“我猜，那就是成为壁花的好处之一吧。”这使得他意识到，“其实我一直在寻找的那个孩子，也许就在那句话里。”而这句话中的“壁花”一词，则成为了最终书名的一部分。过了五年，也就是1996年夏天切波斯基在读大学的时候，他便开始写这本书，然后仅用了十周便宣告完成。他又重新改了两稿，直到1998年夏天正式写完之后出版的终稿。
其实，小说的主人公查理在一定程度上确实有切波斯基本人的缩影。在小说中大部分的描写的确来自切波斯基本人生活在匹兹堡时的经历。其他的角色则是基于切波斯基一直以来颇为熟悉的几个人；也正是基于对他们的了解，切波斯基着重于描写这些角色的内心挣扎，以及他们每个人所关心的事情，试图把每一个人的心理、性格和处世描写得极为透彻。而珊姆和帕特里克这两个角色，据切波斯基说，则是他认识的好几个人的大杂烩：珊角色的构造是基于几个曾向他吐露心迹的女孩子，帕特里克则是根据“我所知的所有试图寻找个人认同感的同性恋男孩子”创造出来的。

## 小说风格和主题
写匿名信（查理为化名）的这一想法，其实来自于切波斯基个人的真实经历：在他高三的时候，他曾经写过一封匿名信寄给斯图瓦特·斯登，告诉他《无因的反叛》这部电影是多么深刻地影响了他。切波斯基认为，写作一系列的信件给一位不知名的假想朋友，其实是跟读者沟通“最亲密的途径”。他认为这些信件可以帮助他使小说逻辑连贯，可以很好地传达出“年轻人的欢笑与泪水”。“这样，当有一天你站在世界之巅的时候，你会想起你曾经度过的这一段最好的时光。”
评论家则在小说中读出了常见的青少年的生活现实和怀旧这两大主题。《纽约杂志》评论员戴维·埃德尔斯坦说，切波斯基捕捉到了这样一种感觉：“你好像是和你的朋友在一起，有一种归属感，但其实你们很快就要分离。”他又说，“这部小说中失落所带来的悲伤几乎和快乐与幸福是相等的。虽然主题着重于怀旧，但是它突出体现的还有痛苦，有一种英雄历经千辛万苦终于得以回归家园，但却已经被一路上的疲倦和折磨击打得痛苦不堪的感觉（nostos）。”Word Riot的马蒂·贝克曼则评论说《壁花少年》一书跟年轻人之间建立了很好的联系，因为书中的场景“实在太常见了，发生在好多青少年身上。”切波斯基自己则说，他想要向青少年表示敬意，要“讲述、庆祝甚至致敬青少年们所度过的每一天”，还说这本书是献给“所有觉得自己是个社会弃儿”的人的。
虽然所有年龄层的人都读这本书，但是《壁花少年》主要是针对青少年读者的。作者以一种冷静和客观的视角挖掘了一些主题，其中有一些甚至在一定程度上是社会禁忌，比如毒品、友情、身体意象、初恋、自杀、进食障碍和性。切波斯基还强调了在青春时期接触娱乐和流行文化的重要性。他说：“书、歌曲和电影这些东西在我们年轻的时候，对我们的意义可远不止娱乐而已。它们能够帮助我们认清到底自己是谁、自己相信什么，还有我们希望自己的生活是怎样的。”因此，书中包括了许多不同形式的娱乐和流行文化的元素：音乐上有史密斯乐团和佛利伍麦克的作品；书籍上有菲茨杰拉德的《人间天堂》、杰克·凯鲁亚克的《在路上》以及哈珀·李的《杀死一只知更鸟》；戏剧上则有对“洛基恐怖秀”的引用。

## 小说发行和反响
1999年2月1日，小说《壁花少年》首发于口袋书店，在其MTV Books的商标下发布。它成为该商标下最畅销的一本书，截至2000年，已经印出10万本；并且被列入许多学校的推荐阅读书目名单，甚至引起邪典追捧。到2012年，该书在16个国家出版，有13种语言的版本；同年，它还位列全国公共广播电台“有史以来100本最佳青少年读物”名单的第16名。截至2018年，该书则已有超过30种不同语言的版本。
但是，评论家的反映总体上是毁誉参半的。《出版者周刊》称这本小说“十分陈腐”，仅仅着眼于“稀松平常的青少年问题”，而切波斯基则一直着重于“喋喋不休地讲述查理那过于敏感的个人感情”。《科尔科斯评论》则说虽然这本书具有“现实主义色彩和振奋人心力量的正确结合”，但是如果说切波斯基在一定程度上是在模仿塞林格的《麦田捕手》，那么他还是过于拙劣，写出来的有点像是是骗人的东西。尽管还有别的一些评论员也点出了类似的问题，切波斯基却说，他“并不是要试着以一名作家的角度去模仿塞林格的写作风格”。他认为，虽然读者可以从查理这个角色中看出塞林格小说中霍尔顿·考尔菲德的影子，但是“他们其实是非常不同的人，各自有不同的个人问题和看待事情的角度”。相对来说较为正面的评论则是来自《学校图书馆期刊》的弗兰西斯卡·戈尔德史密斯，其认为这本书“机敏地”让读者感觉他们是查理那些信件的收件人，而且在未来几年之内都会让青少年读者耳目一新，充满代入感。还有《常识媒体》的凯特·帕瓦奥赞美这本书，认为其中的主题跟青少年大有关联：“读者们读着读着，会很快地发现他们开始同情起主人公，并且担心起他这一系列的成长过程来”。《影音俱乐部》的马拉·伊金则写道，“虽然对于一位成年人来说，《壁花少年》充满着单纯而无经验的对于世界的苦恼和不安，但是它其实是瞄准一个非常特定的处在刚要成长阶段的青年读者群，并在那些人当中取得了很好的成功；它跟《哈利波特》这种更能吸引青壮年（即将迈入成年）的读者的书是不一样的。”
《壁花少年》也因为其不合时宜的内容，六次登上美国图书馆协会的“10大最受争议书目”名单。据说威斯康辛州某学校的董事会拒绝封杀此书，使得当地的家长非常生气。在芝加哥市郊哈德利初中的八年级教室里，该书也被撤下，原因则是因为有一名家长表达了对其中有关性的描写的不满。然而，当地的格兰·艾伦41区学校联合会 （页面存档备份，存于）的董事会却一致投票决定将该书复归原位。还有一些人士对该书表达不满的原因则是因为其包括了“脏话”、“使用毒品”的内容，“有露骨性爱场面”，而且有描写“折磨”的场景。一些如PABBIS（英語：Parents Against Bad Books in School，反校园坏书家长联合会）的组织则试图禁止更幼小的孩子阅读这些被认为是“有争议的”文学作品。它们认为，这些“坏书”应当被移到成人书籍的专区去。2009年，《壁花少年》又一次次地被质疑，反对声音认为书中有自慰、露骨的性爱表现和使用毒品的描写，而且提及自杀，内容不恰当，并在全美范围内反复试图推动将这本书移出少年读物区，而置入成人读物区的计划。家长们也说，这本小说有“色情”的成分，并且非常粗俗，不过也有部分声音认为这本书倒是以一个非常真实的视角看待这些问题，确实深入了一些青少年成长中遇到的真实和常见的问题。还有一些人提出，这本书中有同性恋的主题，并且试图“美化”吸毒和滥用酒精。切波斯基本人则在一次采访中回应说，他知道确实有两所位于长岛和马萨诸塞州的学校的董事会封杀了这本书。因为他自己本来“并没有打算要把这本书写得富有争议”，他对于这些封杀感到非常“惊讶”。

## 电影改编版本
自从写完《壁花少年》之后，切波斯基就一直想着要把它改编成一部电影。据他说，这是他“一生的梦想”。在小说出版以后，切波斯基收到了许多片方的邀约，但是他都拒绝了，因为他觉得他“欠粉丝们一个对得起他们对这本书的爱的电影”，意指那些邀约都还不够好。直到2010年，Mr. Mudd电影制片公司才获许开始制作该小说的电影版， 而切波斯基也接受了合约，编剧并执导这部电影。该电影的制作人为约翰·马尔科维奇、安娜·阿方以及拉塞尔·史密斯（这三人均为Mr. Mudd电影制片公司的创始人）。电影于2011年5月9日至6月29日间在匹兹堡市中心开拍， 由罗根·勒曼饰演查理，艾玛·沃特森饰演珊，埃兹拉·米勒饰演帕特里克，另外还由妮娜·杜波夫饰演查理的姐姐坎迪斯。
在宣布开拍小说的电影版之后，小说受到了更大关注；它的销售量从2011年的88,847本急剧增长到2012年的425,933本，并且登上《纽约时报》的畅销书榜。它于2012年6月23日进入儿童纸质读物专区，并截至同年11月获印量1500万本。截至2014年5月11日，其累计居于《纽约时报》前十名书目榜单共71周，其中连续居于前十名达61周，并位列同年11月23日的榜单第十五名。
电影最终在2012年9月8日，于多伦多国际电影节上首映，并由顶峰娱乐于同年9月21日公映于全美各院线。根据Metacritic评分网站，其总体获得较为正面的评价，并基于36条评论于100分中得到67分。烂番茄上的新鲜度（基于153条评价）则为86%。最后电影在全球范围内获得3300万美元的票房，而其制作成本則是1300万美元。
虽然这部电影是由原作者本人编剧和导演，电影版本中还是剔除了一些情节。小说中查理的父母是被比尔老师告知坎迪斯被她男友殴打的事情的，然后查理的父母就立刻采取手段应对这位男友；而且，查理的姐姐还被她的男友搞到怀孕，然后被查理带去做了堕胎手术。这些情节在电影版本中都被省略了。另外，小说中查理读给帕特里克的一首诗，尽管在原著中被认为是最为重要的元素之一，在电影版本中却没有出现。不过，在电影的DVD版本中却有一段特写彩蛋，包括了一些在原来电影中被删除的场景。

## 出版書籍
| 書名         | 出版社       | 译者   | 出版日期      | ISBN                   | 参考資料      |
| ------------ | ------------ | ------ | ------------- | ---------------------- | ------------- |
| 《壁花先生》 | 旗品文化     | 张嘉慧 | 2001年5月1日  | ISBN 957-677-455-1     | [ 54 ]        |
| 《壁花男孩》 | 高宝出版集团 | 栖子   | 2010年3月31日 | ISBN 978-986-185-440-3 | [ 55 ] [ 56 ] |
| 《壁花少年》 | 译林出版社   | 张子漠 | 2016年3月1日  | ISBN 978-754-475-146-9 | [ 57 ] [ 58 ] |

## 外部連結
- 官方网站